# Приеполе
Приеполе (на сръбски: Пријепоље) е град в западната част на Сърбия, Златиборски окръг, най-големият град в Полимието, административен център на община Приеполе. Населението му възлиза на 13 330 жители (2011 г.).
В непосредствена близост до града се намира манастирът Милешево и средновековният град Милешевац.

## Личности
Родени в Приеполе
- Ивица Драгутинович – футболист
- Владе Дивац – баскетболист
- Ацо Пейович – певец

## Побратимени градове
- Кьониц, Швейцария
- Свищов, България